# Borislav Kostić

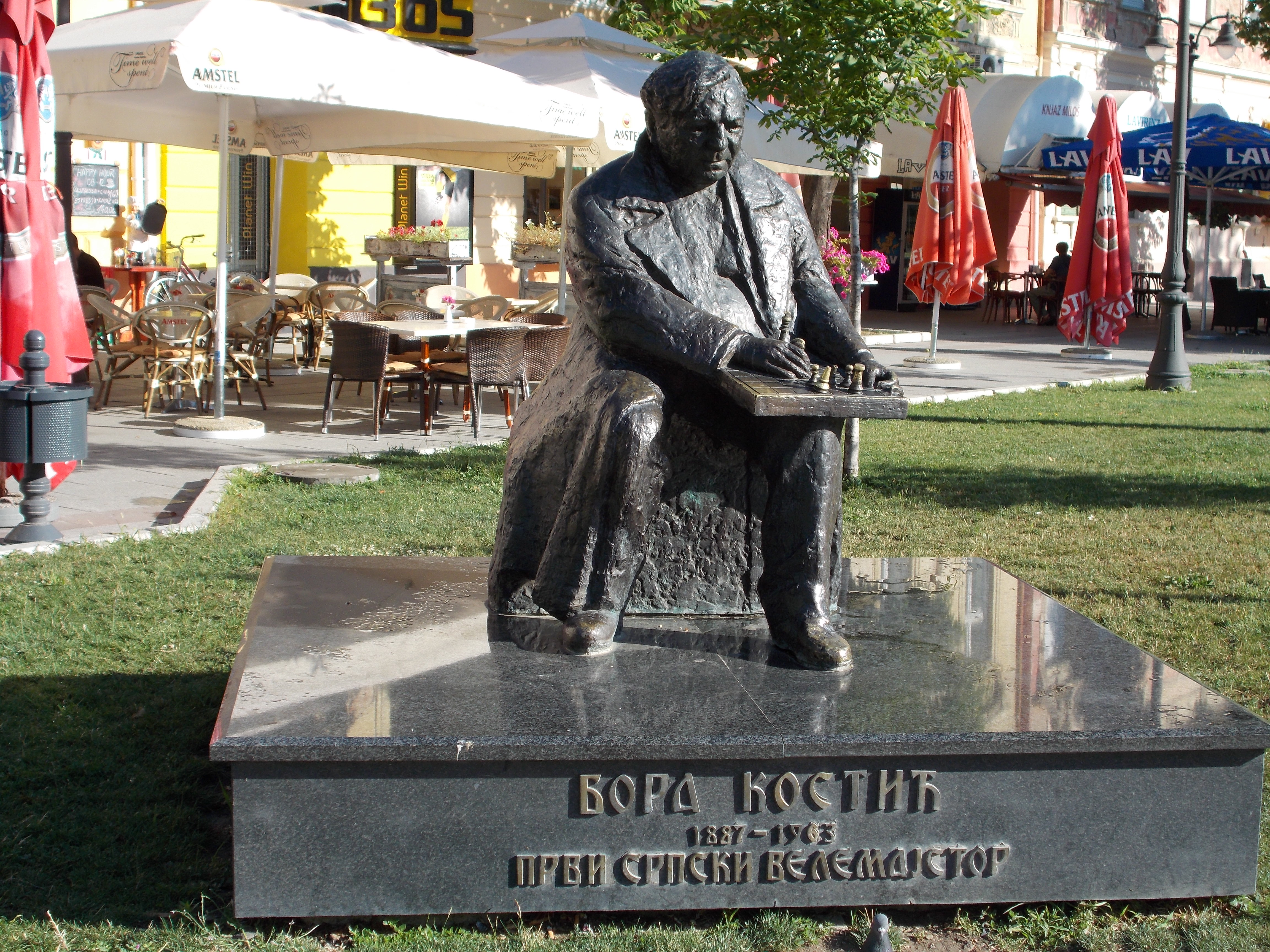
Monumento a Kostić en Vršac.

Borislav Kostić (o también Boris Kostić o Bora Kostić) (24 de febrero de 1887–3 de noviembre de 1963) fue un jugador de ajedrez profesional yugoslavo nacido en Vršac (ahora Serbia), entonces parte del Imperio austrohúngaro.
Aprendió a jugar a los diez años de edad y logró un rápido progreso al mismo tiempo que estudiaba Comercio Oriental en Budapest. Pasó algún tiempo en Viena, la capital ajedrecística de la época, lo que le permitió conseguir la práctica competitiva necesaria para llevar su juego al nivel siguiente. En 1910 se trasladó a Colonia y desde allí viajó extensivamente, principalmente a las Américas, jugando contra campeones locales y realizando exhibiciones de sus legendarias habilidades como jugador de la variante "a ciegas" en partidas simultáneas: en 1916 en Nueva York llegó a jugar contra veinte rivales, al tiempo que se enfrascaba en amenas conversaciones contra oponentes y espectadores. Consiguió la sorprendente marca de +19 =1.
Kostić jugó matches formales contra Frank Marshall, Jackson Showalter y Paul Leonhardt y les ganó a todos. En La Habana en 1919, sin embargo, esta racha de impresionantes triunfos se terminó con la derrota 5-0 frente a José Raúl Capablanca. También jugó torneos en los Estados Unidos, incluyendo Nueva York 1916, Chicago 1918 y Nueva York 1918, donde terminó en segundo lugar detrás de Capablanca.
En el circuito europeo, ganó en Estocolmo 1913, terminó en segundo lugar en Hastings 1919 pero volvió allí para ganar en 1921/1922. En Trenčianske Teplice 1928, ganó delante de László Szabó y de Savielly Tartakower. En Bled 1931, finalizó en el décimo lugar, a pesar de lo cual superó a lumbreras tales como Géza Maróczy, Edgar Colle y Vasja Pirc; este torneo fue considerado en su tiempo como uno de los más difíciles de la historia del ajedrez. En Belgrado 1935, compartió el título de campeón yugoslavo con Pirc y se convirtió en campeón único en 1938. Fue un claro ganador en Liubliana ese mismo año.
A partir de 1923 y hasta 1926, Kostić viajó por sobre el mundo, incluyendo Australasia, el Extremo Oriente, África, La India y Siberia, demostrando sus habilidades excepcionales, generando interés en el ajedrez y forjando nuevos lazos con gente alrededor del globo. Fue un publicista y embajador brillante del juego, aunque esta actividad evitó probablemente que aprovechara al máximo su potencial como jugador.
Al final de los años 20, hizo un nuevo viaje a las Américas y comenzó su serie de cuatro apariciones olímpicas, representando a Yugoslavia a partir de 1927 y hasta 1937.
Durante la Segunda Guerra Mundial estuvo preso en un campo de concentración. Siguió jugando ajedrez pero a un nivel mucho menor; su última aparición fue en el torneo de los veteranos de Zúrich 1962, donde ganó.
Boris Kostić obtuvo su título de Gran Maestro Internacional en 1950. Murió en Belgrado en 1963, a los 76 años de edad.